# N417 (België)
De N417 is een gewestweg in België bij Wetteren tussen de N416 en de N9/N42. 
De weg heeft een lengte van ongeveer 4 kilometer en heeft twee rijstroken voor beide rijrichtingen samen.